# Bérengère
Cette page présente le prénom Bérengère ainsi que ses variantes.

Bérengère ou Bérangère est un prénom féminin français.

## Étymologie
Ce nom est d'origine germanique. Il provient du nom d'homme Beringari composé des éléments ber-, qui signifie « ours » et -gari, qui signifie « lance ». Sa forme masculine est Béranger ou Bérenger.

## Fête et saint patron
Saint Bérenger est un moine Thaumaturge de l'abbaye bénédictine  de Saint-Papoul, en Languedoc au XIe siècle. Il est fêté le 26 mai.

## Occurrence
En 2020, 6621 françaises portent le prénom de Bérangère, avec une année record d'attribution en 1981, avec 291 naissances, et 7982 françaises la forme Bérengère, avec une année record en 1979, avec 439 naissances. La décrue de ce prénom s'amorce à partir des années 80. Il n'est plus attribué que sporadiquement. 2017 a vu naître 8 Bérangère/Bérengère.

## Variantes
- Berenguera, en catalan
- Berenguela, en espagnol
- Berengaria, en italien

## Reines
- Bérengère de Barcelone
- Bérengère de Castille
- Bérengère de León
- Bérengère de Navarre
- Bérengère de Portugal

## Autres
- Bérangère Bonvoisin, comédienne et metteuse en scène de théâtre française
- Bérengère Dautun, comédienne française
- Bérangère Jean, comédienne française
- Bérengère Krief, comédienne et humoriste française
- Bérangère de Lagatinerie, actrice française
- Bérangère McNeese, comédienne belge
- Bérengère Poletti, femme politique française
- Bérangère Quincy, diplomate française
- Bérangère Sapowicz, footballeuse française
- Bérengère Schuh, archère française
- Bérangère Vattier, comédienne française